# Neufmoulin
Neufmoulin est une commune française située dans le département de la Somme, en région Hauts-de-France.
Depuis juillet 2020, la commune fait partie du parc naturel régional Baie de Somme - Picardie maritime.
La commune fait aussi partie des villages labellisés Pays d'art et d'histoire qui œuvrent à mettre en avant leur patrimoine,.

## Géographie

### Localisation
Neufmoulin est un village picard du Ponthieu.
À vol d'oiseau, la localité est située à 6 km à l'ouest d'Abbeville, 8 km au nord-ouest d'Ailly-le-Haut-Clocher et à 38 km au nord-ouest d'Amiens.
Le territoire de la commune est limitrophe de ceux de quatre communes.
Les communes limitrophes sont Caours, Millencourt-en-Ponthieu, Saint-Riquier et Vauchelles-les-Quesnoy.

### Hydrographie

#### Réseau hydrographique
La commune est située dans le bassin Artois-Picardie. Elle est drainée par le Scardon.
Le Scardon, d'une longueur de 12 km, prend sa source dans la commune de Saint-Riquier et se jette  dans la Somme canalisée à Abbeville, après avoir traversé six communes. Les caractéristiques hydrologiques du Scardon sont données par la station hydrologique située sur la commune. Le débit moyen journalier maximum est de 30,7 m3/s, atteint lors de la crue du 30 novembre 2022. Le débit instantané maximal est quant à lui de 2,83 m3/s, atteint le 9 mai 2024.

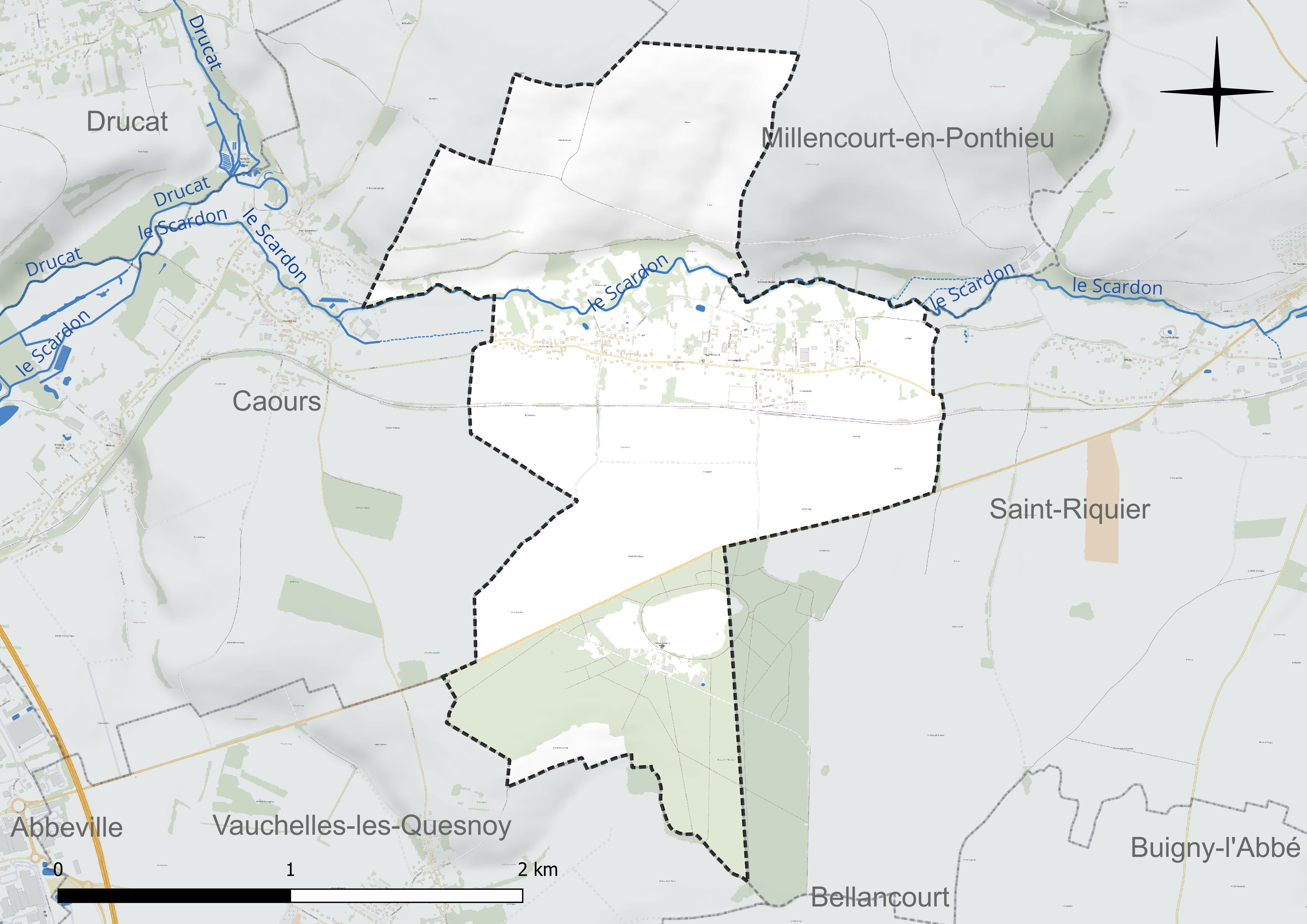
Réseau hydrographique de Neufmoulin.

#### Gestion et qualité des eaux
Le territoire communal est couvert par le schéma d'aménagement et de gestion des eaux (SAGE) « Somme aval et Cours d'eau côtiers ». Ce document de planification concerne un territoire de 1 835 km2 de superficie, délimité par le bassin versant de la Somme canalisée. Le périmètre a été arrêté le 29 avril 2010 et le SAGE proprement dit a été approuvé le 6 août 2019. La structure porteuse de l'élaboration et de la mise en œuvre est le syndicat mixte d'aménagement hydraulique du bassin versant de la Somme (AMEVA).
La qualité des cours d'eau peut être consultée sur un site dédié géré par les agences de l'eau et l'Agence française pour la biodiversité.

### Climat
Pour des articles plus généraux, voir Climat des Hauts-de-France et Climat de la Somme.
En 2010, le climat de la commune est de type climat océanique altéré, selon une étude du CNRS s'appuyant sur une série de données couvrant la période 1971-2000. En 2020, Météo-France publie une typologie des climats de la France métropolitaine dans laquelle la commune est exposée à un climat océanique et est dans la région climatique Côtes de la Manche orientale, caractérisée par un faible ensoleillement (1 550 h/an) ; forte humidité de l'air (plus de 20 h/jour avec humidité relative > 80 % en hiver), vents forts fréquents.
Pour la période 1971-2000, la température annuelle moyenne est de 10,3 °C, avec une amplitude thermique annuelle de 12,9 °C. Le cumul annuel moyen de précipitations est de 770 mm, avec 12,1 jours de précipitations en janvier et 8,1 jours en juillet. Pour la période 1991-2020, la température moyenne annuelle observée sur la station météorologique la plus proche, située sur la commune d'Abbeville à 6 km à vol d'oiseau, est de 11,0 °C et le cumul annuel moyen de précipitations est de 806,2 mm,. Pour l'avenir, les paramètres climatiques de la commune estimés pour 2050 selon différents scénarios d'émission de gaz à effet de serre sont consultables sur un site dédié publié par Météo-France en novembre 2022.

## Urbanisme

### Typologie
Au 1er janvier 2024, Neufmoulin est catégorisée commune rurale à habitat dispersé, selon la nouvelle grille communale de densité à sept niveaux définie par l'Insee en 2022.
Elle est située hors unité urbaine. Par ailleurs la commune fait partie de l'aire d'attraction d'Abbeville, dont elle est une commune de la couronne,. Cette aire, qui regroupe 73 communes, est catégorisée dans les aires de 50 000 à moins de 200 000 habitants,.
Elle est desservie par la route départementale 482 et à proximité de la RD 925 (axe Abbeville - Saint-Riquier). La proximité de l'agglomération abbevilloise n'est pas sans influence sur l'évolution du village.

### Occupation des sols
L'occupation des sols de la commune, telle qu'elle ressort de la base de données européenne d'occupation biophysique des sols Corine Land Cover (CLC), est marquée par l'importance des territoires agricoles (76,1 % en 2018), une proportion sensiblement équivalente à celle de 1990 (76,5 %). La répartition détaillée en 2018 est la suivante : 
terres arables (63,4 %), forêts (16,6 %), zones agricoles hétérogènes (11,4 %), zones urbanisées (7,3 %), prairies (1,4 %). L'évolution de l'occupation des sols de la commune et de ses infrastructures peut être observée sur les différentes représentations cartographiques du territoire : la carte de Cassini (XVIIIe siècle), la carte d'état-major (1820-1866) et les cartes ou photos aériennes de l'IGN pour la période actuelle (1950 à aujourd'hui).
La commune est traversée par le Scardon. 

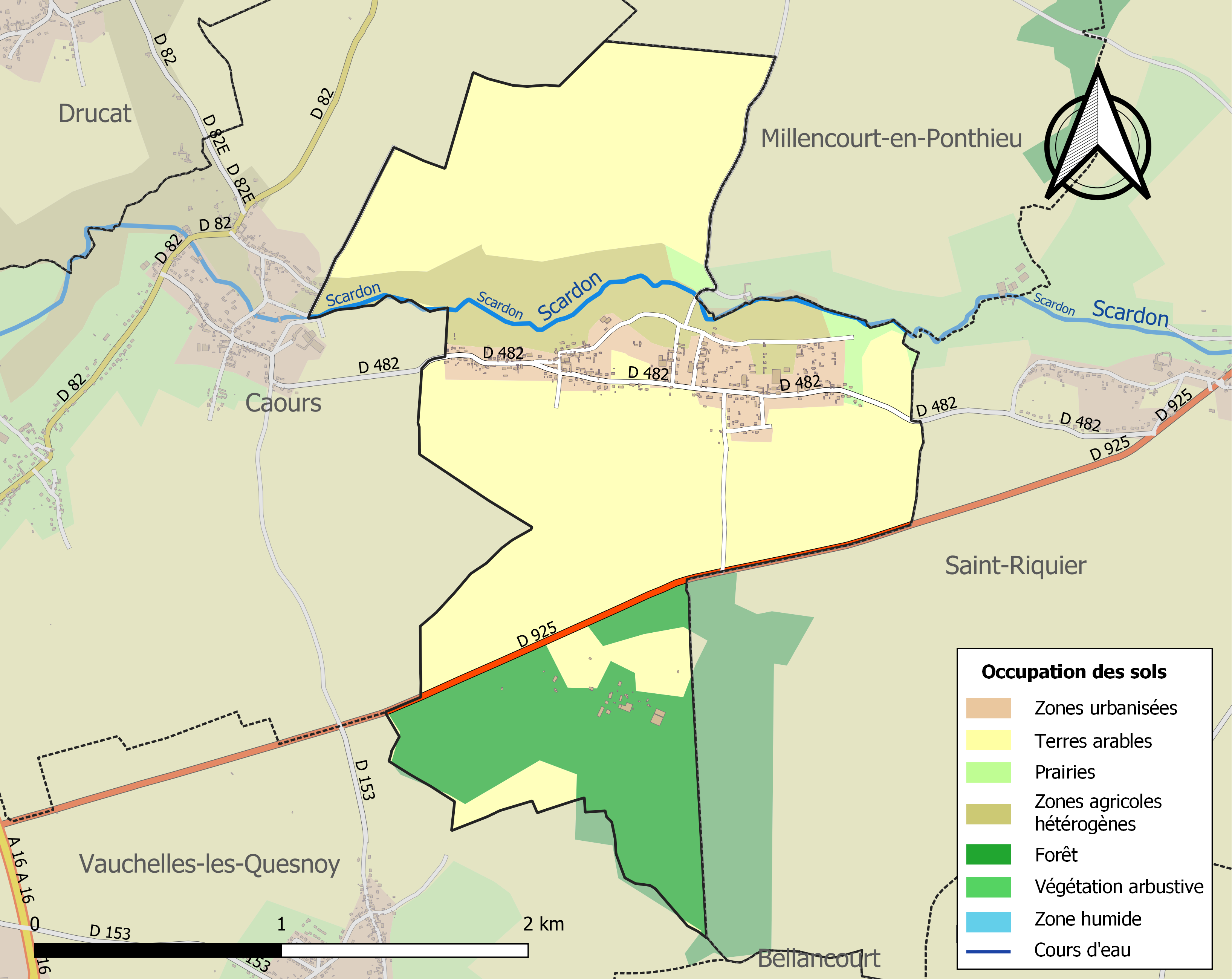
Carte des infrastructures et de l'occupation des sols de la commune en 2018 (CLC).

## Toponymie
Molendinum de Trémencourt serait le nom du village en 1166.
La référence à au moins un moulin peut donc être retenue. De l'adjectif, de l'oïl, neuf « nouveau » et moulin.

## Histoire
Avant 1795, Neufmoulin dépendait de Caours.
Quatre enfants du pays trouvent la mort au cours de la guerre de 1870-1871.
En 1899, le débit du Scardon est parfois si faible que les moulins installés sur son cours ne peuvent pas travailler.

## Politique et administration
| Période                                  | Période                       | Identité          | Étiquette | Qualité |
| ---------------------------------------- | ----------------------------- | ----------------- | --------- | --- |
| Les données manquantes sont à compléter. |                               |                   |           | |
| mars 2001                                | En cours (au 13 juillet 2020) | Anne-Marie Dorion | UDI       | Vice-présidente de la CC de l'Abbevillois (2014 → ) Vice-président de la CA de la Baie de Somme (2020 → ) Réélue pour le mandat 2020-2026, |

## Population et société

### Démographie
L'évolution du nombre d'habitants est connue à travers les recensements de la population effectués dans la commune depuis 1800. Pour les communes de moins de 10 000 habitants, une enquête de recensement portant sur toute la population est réalisée tous les cinq ans, les populations de référence des années intermédiaires étant quant à elles estimées par interpolation ou extrapolation. Pour la commune, le premier recensement exhaustif entrant dans le cadre du nouveau dispositif a été réalisé en 2008.

En 2022, la commune comptait 363 habitants, en évolution de +0,28 % par rapport à 2016 (Somme : −1,26 %, France hors Mayotte : +2,11 %).
| 1800 | 1806 | 1821 | 1831 | 1836 | 1841 | 1846 | 1851 | 1856 |
| ---- | ---- | ---- | ---- | ---- | ---- | ---- | ---- | ---- |
| 253  | 271  | 323  | 296  | 303  | 309  | 331  | 341  | 321  |

| 1861 | 1866 | 1872 | 1876 | 1881 | 1886 | 1891 | 1896 | 1901 |
| ---- | ---- | ---- | ---- | ---- | ---- | ---- | ---- | ---- |
| 319  | 323  | 316  | 335  | 343  | 325  | 291  | 289  | 252  |

| 1906 | 1911 | 1921 | 1926 | 1931 | 1936 | 1946 | 1954 | 1962 |
| ---- | ---- | ---- | ---- | ---- | ---- | ---- | ---- | ---- |
| 234  | 237  | 175  | 196  | 193  | 190  | 204  | 204  | 205  |

| 1968 | 1975 | 1982 | 1990 | 1999 | 2006 | 2008 | 2013 | 2018 |
| ---- | ---- | ---- | ---- | ---- | ---- | ---- | ---- | ---- |
| 217  | 270  | 337  | 368  | 345  | 350  | 352  | 364  | 359  |

| 2022 | - | - | - | - | - | - | - | - |
| ---- | - | - | - | - | - | - | - | - |
| 363  | - | - | - | - | - | - | - | - |

### Sports
L'AS Neufmoulin a été le club de football local, il a évolué en 3e division de district. En 2020, le club n'existe plus.

### Enseignement
Relevant de l'académie d'Amiens, la commune gère un regroupement pédagogique intercommunal avec la commune voisine de Caours.
Pour l'année scolaire 2015-2016, l'école locale compte 28 élèves de CE²-CM¹-CM².

## Culture locale et patrimoine

### Lieux et monuments
- La commune n'a pas d'église. Elle est rattachée, pour le culte catholique, à la paroisse de Caours.
- La Traverse du Ponthieu, randonnée de 18 km, à pied, à cheval ou à vélo, d'Abbeville à Auxi-le-Château, passe dans la commune.

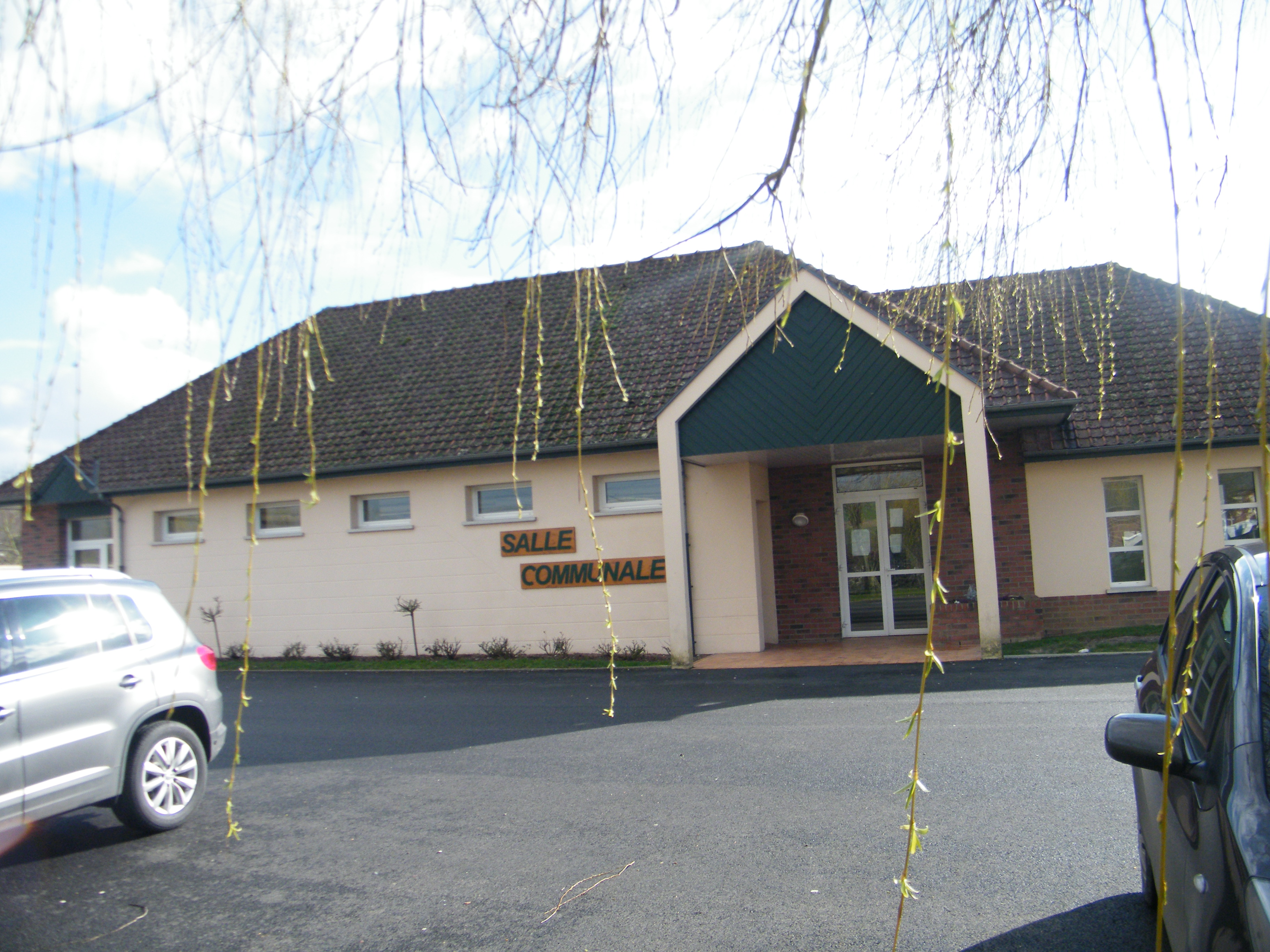
La salle communale.
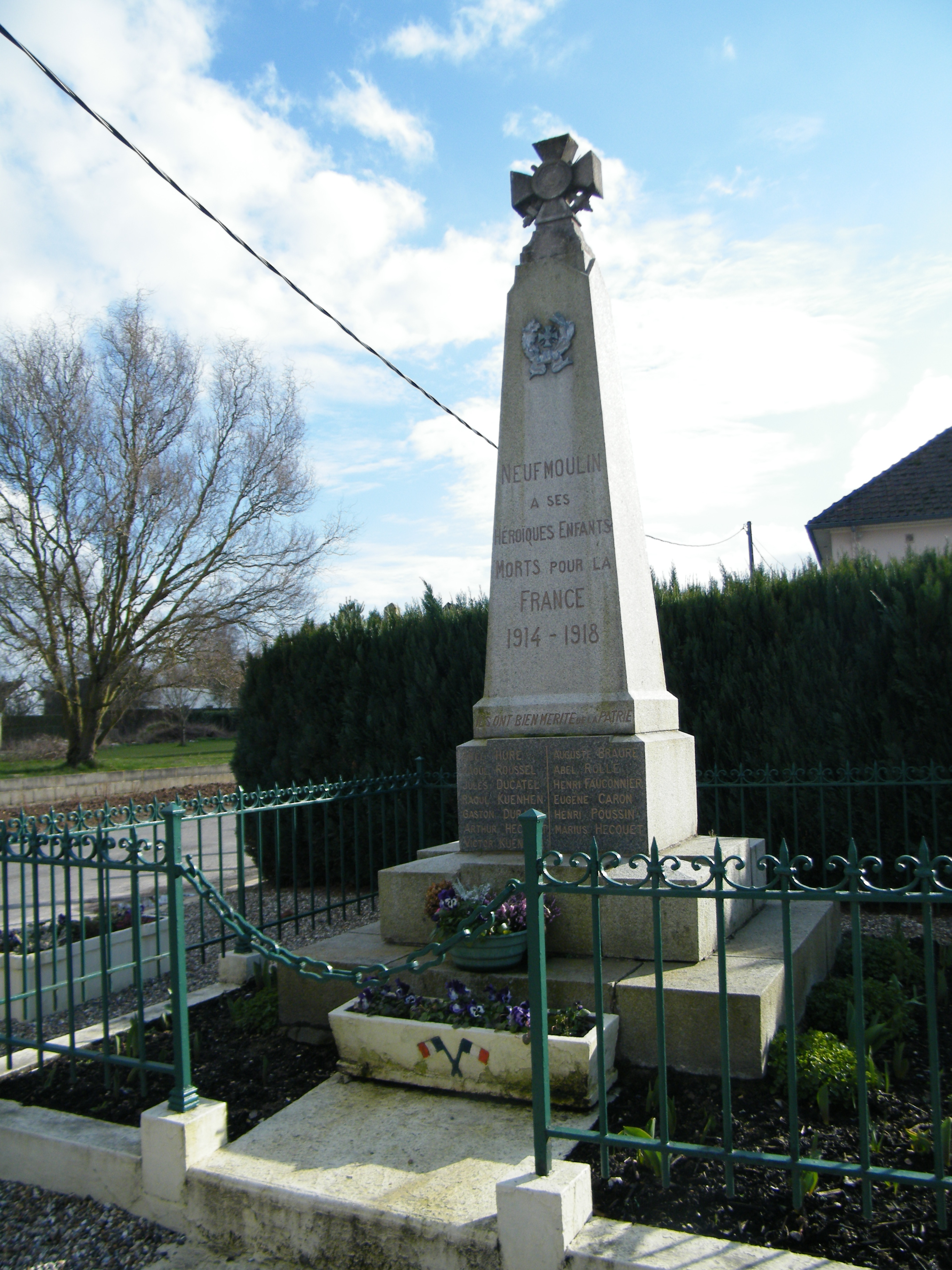
Le monument aux morts pour la patrie.
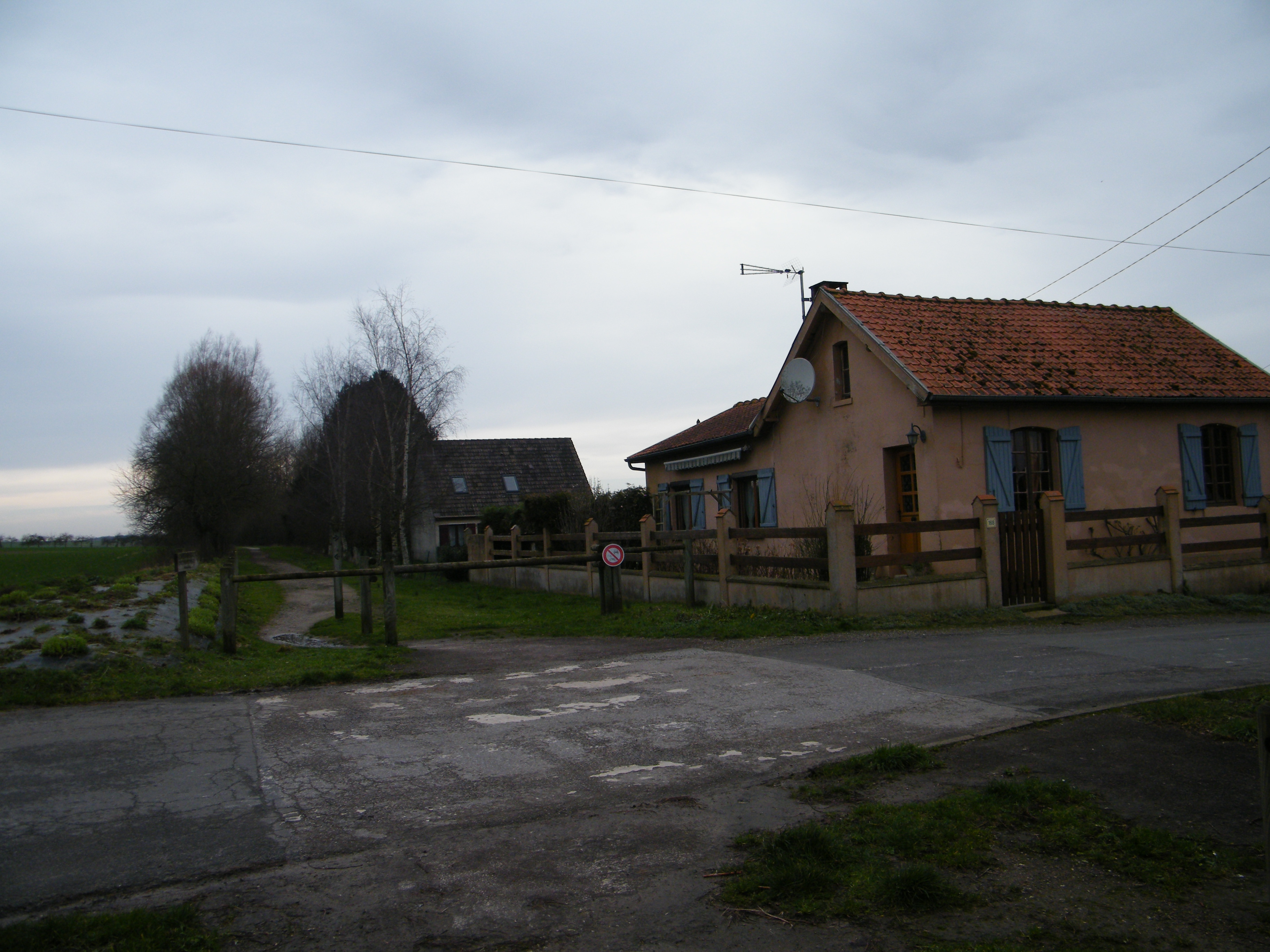
La Traverse du Ponthieu à Neufmoulin.
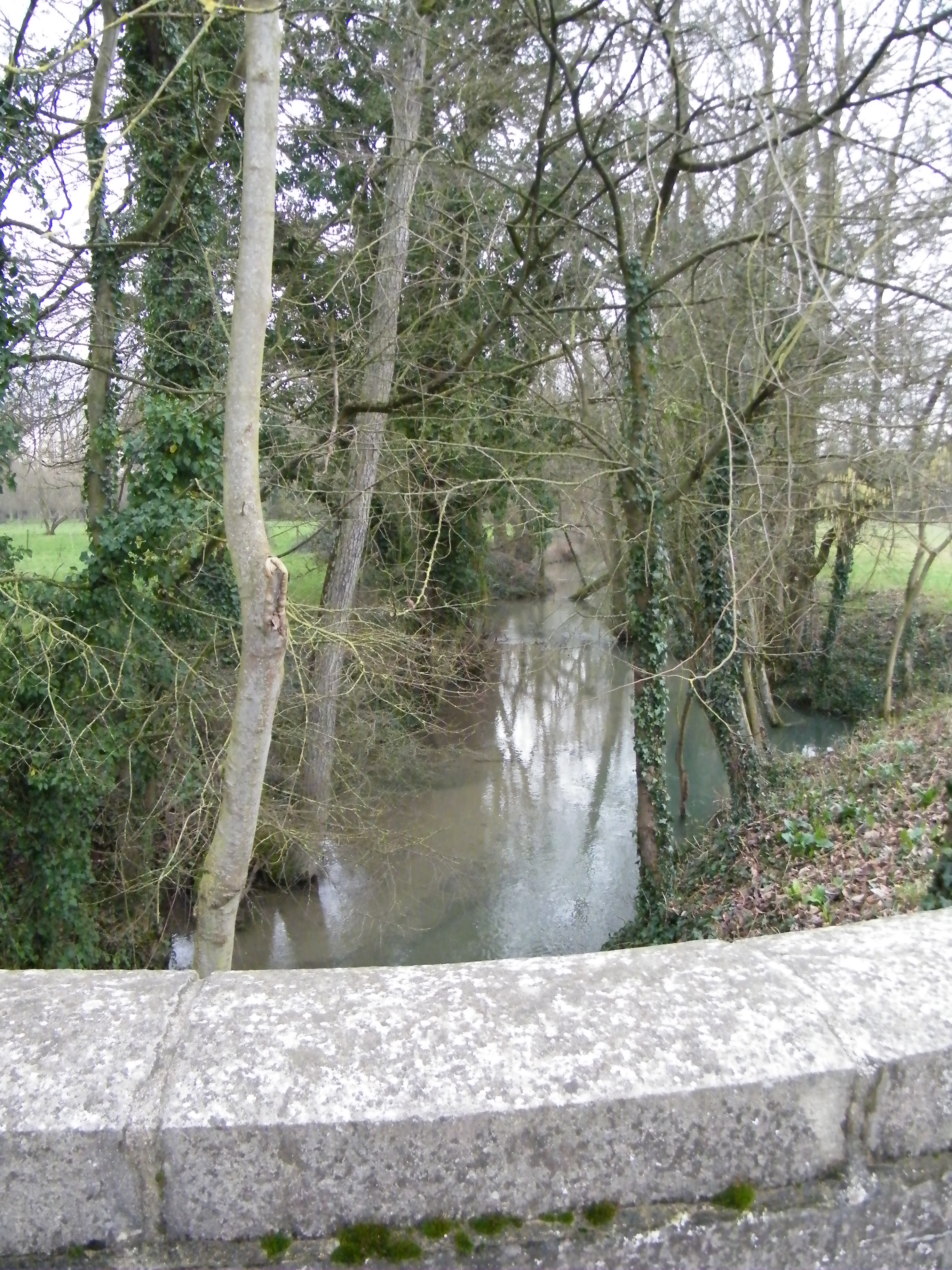
Le Scardon à Neufmoulin.

### Personnalités liées à la commune
- Alain Bienaimé (1957-1994), footballeur français, est décédé à Neufmoulin.